# Landeta
Landeta is een plaats in het Argentijnse bestuurlijke gebied San Martín in de provincie Santa Fe. De plaats telt 1.448 inwoners.